# Дашковка (Московская область)

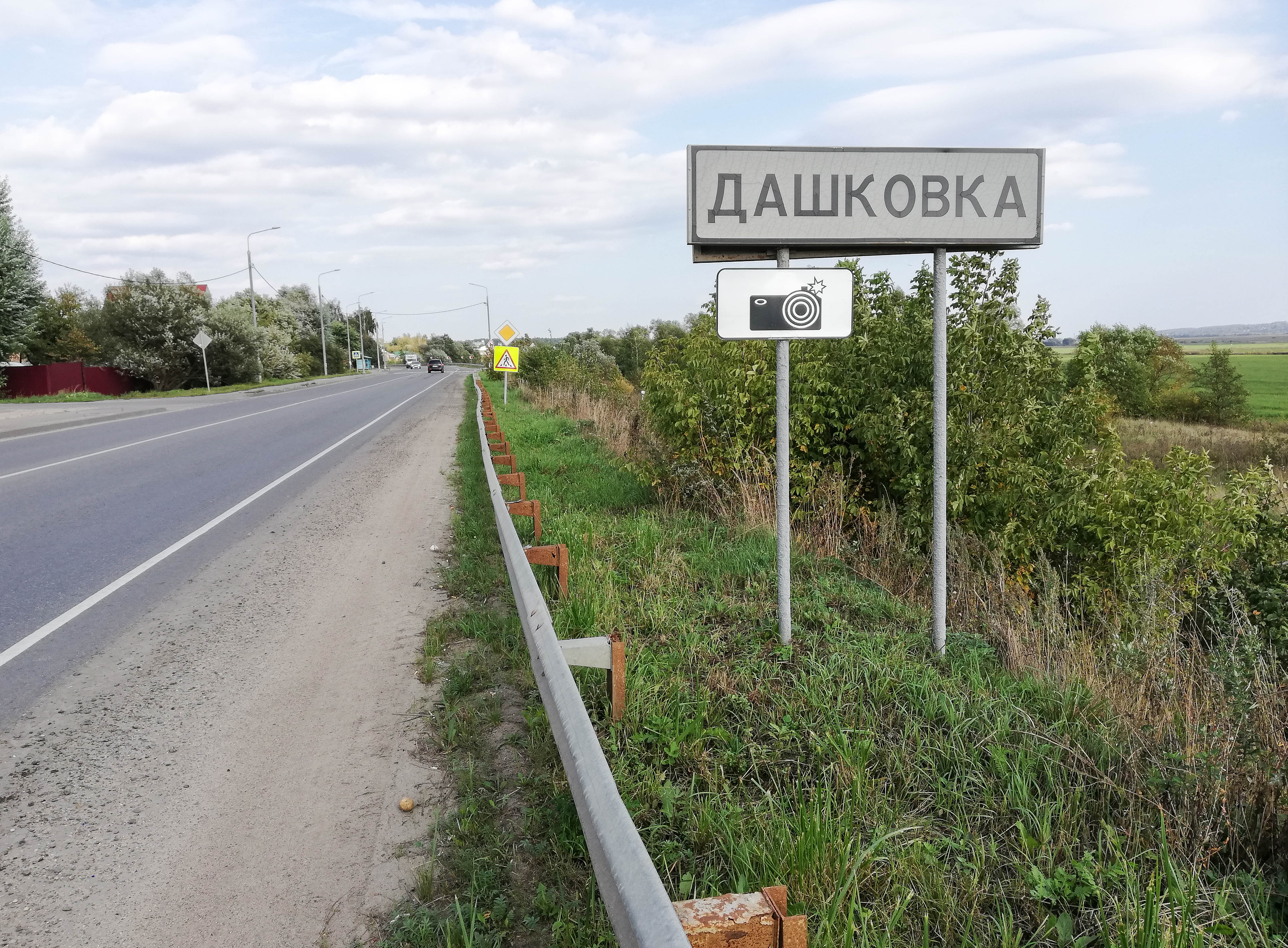
Указатель въезда в деревню

Дашковка — деревня в Серпуховском районе Московской области, административный центр Дашковского сельского поселения (до 29 ноября 2006 года входила в состав Калиновского сельского округа).

## Население
| 2002 | 2006 | 2010 | 2015 |
| ---- | ---- | ---- | ---- |
| 116  | ↘112 | ↗190 | ↗239 |

## География
Дашковка расположена примерно в 7 км (по шоссе) на запад от Серпухова, на безымянном ручье бассейна реки Ока, высота центра деревни над уровнем моря — 131 м.

## Современное состояние
На 2016 год в деревне зарегистрировано 4 улицы, переулок и некоммерческое товарищество, Дашковка связана автобусным сообщением с райцентром и соседними населёнными пунктами.